# Бухта Новицкого (Сахалинская область)
Бухта Нови́цкого — бухта на юго-западе острова Уруп в акватории Охотского моря.

## Топоним
В соответствии с распоряжением правительства России № 515-р от 16 марта 2022 года названа в честь Василия Новицкого (?—1847) — полковника корпуса флотских штурманов, исследователя Курильских островов.

## География
Расположена на юго-западе острова Уруп на полуострове Ван-дер-Линда, в восточной части пролива Фриза. С юга омывает мыс Ван-дер-Линда — крайнюю южную точку острова, на котором находится одноимённый маяк. За мысом — бухта Гилева, также получившая наименование 16 марта 2022 года. На севере бухта ограничена мысом Пуркаева, который отделяет её от бухты Катаева.